# سارگی مورادیان
سارگی مورادیان (ارمنی: Սարգի Մուրադյան؛ انگلیسی: Sarky Mouradian؛ ۱۹۳۱ – ۱۱ فوریهٔ ۲۰۲۲) یک بازیگر، فیلم‌بردار، آهنگساز اهل ارمنستان بود. وی بین سال‌های ۱۹۶۲ تا ۲۰۰۲ میلادی فعالیت می‌کرد. در سال ۱۹۵۵ به بوستن نقل مکان نمود.

## زندگی‌نامه
وی در ۱۹۳۱ در بیروت به دنیا آمد   وی همچنین برندهٔ جوایزی همچون مدال طلای وزارت فرهنگ جمهوری ارمنستان (۲۰۱۶) شده است. وی در ۱۱ فوریهٔ ۲۰۲۲ در سن ۹۱ سالگی درگذشت.

## گزیده فیلمشناسی
از فیلم‌ها یا برنامه‌های تلویزیونی که وی در آن نقش داشته است می‌توان به آلیسیا (۲۰۰۲)، چهل روز موسی داغ (۱۹۸۲)، وعده عشق (۱۹۷۸)، پسرهای ساسون (۱۹۷۵)، اشک‌های خوشبختی (۱۹۷۴، اشاره کرد.